# Carl Oscar Borg

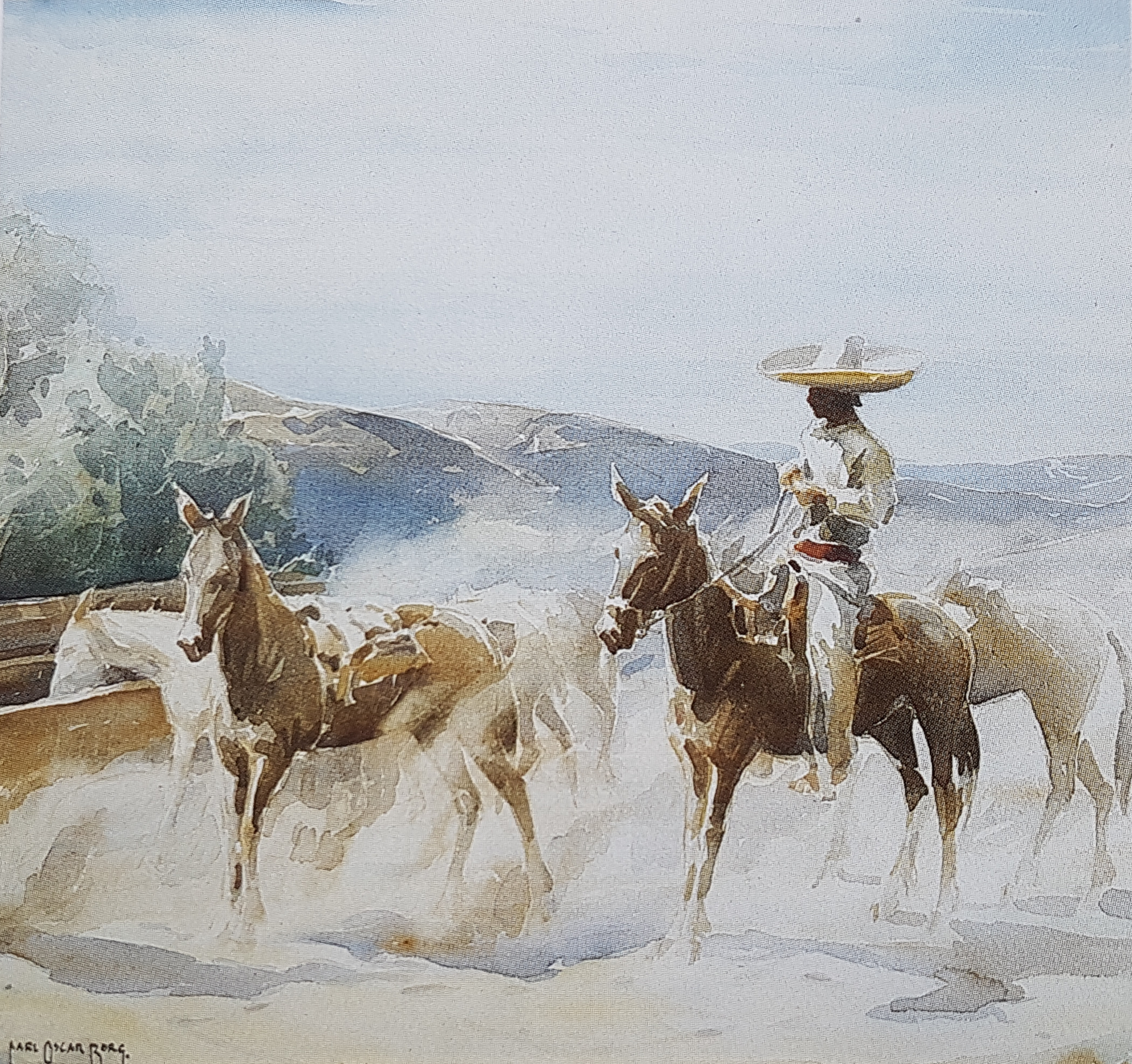
Hästar och ryttare målat av Carl Oscar Borg

Carl Oscar Borg, född 3 mars 1879 i Grinstads socken (nära Mellerud i Dalsland), Älvsborgs län, död 8 maj 1947 i Santa Barbara Kalifornien, var en svensk-amerikansk konstnär. Representerad på ett stort antal amerikanska konstmuseer och gallerier, där han framförallt är känd för sina motiv från indianernas miljöer och från Nordafrika. Ett stort antal bokverk med hans målningar har givits ut.

## Biografi
Carl Oscar Borg var soldatson från Grinstad i Dalsland. Han var verksam som konstnär, men också som art director hos Douglas Fairbanks och Samuel Goldwyn. Han har kallats för "hopi- och navajoindianiernas vite broder och konstnärlige skildrare". På 1940-talet målade han en dramatisk målning kallad "Dalaborgs förstöring" under en längre vistelse i Sverige (den finns på biblioteket i Mellerud).
Det sägs att han i sitt barndomshem i Grinstad började teckna så snart han kunde hålla i en penna. Redan som 15-åring reste han till Paris för att utbilda sig till målare. Dock stannade han i Paris endast en kort tid. I stället reste han till London och blev assistent och lärling hos den kände marinmålaren George Johansen. År 1901 reste han som sjöman till USA. Eftersom han tagit hyra för längre tid så hoppade han i sjön från fartyget "S.S. Arizonan" i San Franciscos hamn när fartyget med satta segel löpte ut ur hamnen. Detta för att på det sättet komma till Amerika. En kortare tid var han verksam som målare på den amerikanska östkusten.
År 1903 besökte han Santa Barbara i Kalifornien under en resa från San Francisco till Los Angeles. Den förmögne Phoebe Hearst (mor till William Randolph Hearst) uppmärksammande hans målartalang och gav honom möjligheter att återvända till Europa för konststudier. Det var också hon som finansiellt och på andra sätt hjälpte honom att få myndigheternas tillstånd att leva bland indianerna. Han undervisade vid California Art Institute i Los Angeles och vid The Santa Barbara School of the Arts. Han var en av grundarna av The California Art Club och han var den första "art director" för en större filmstudio i Hollywood.
Han var ansvarig som art director för stumfilmen "The Black Pirate" (1926) med Douglas Fairbanks som huvudrollsinnehavare. Han arbetade med produktion av stumfilmer under åren 1925-1928 och var art director för bl.a. filmerna Black Pirate, The Gaucho, The Night of Love, The Magic Flame, Two Lovers, och The Iron Mask.
Han fick uppdrag att måla reklamaffischer för järnvägsbolaget "The Santa Fe Railroad". Hans affischer sattes upp på bolagets försäljningskontor och väckte uppmärksamhet. Han var känd för sina dramatiska målningar av Grand Canyon. En av hans målningar användes som illustration på första sidan av den amerikanska automobilklubbens tidskrift ("Touring Topics"). Han kände stor kärlek till Grand Canyon och han ville att hans stoft skulle spridas med vinden i Grand Canyon från ett flygplan.
Borg ogillade den allt mer populära moderna konsten. Han återvände till Sverige 1934 och återigen 1938. Han ägnade sig åt att måla människor och scenerier i sitt hemland. Hans målningar med motiv från den amerikanska västkusten vann uppskattning i Sverige.
Borg, som blivit amerikansk medborgare, blev mot sin vilja kvar i Sverige under krigsåren. Så snart han kunde återvände han dock till Kalifornien och Santa Barbara. Många av hans vänner hade försvunnit och han kände sig därför främmande i den nya tiden. Den 8 maj 1947 arbetade han som vanligt i sin ateljé, vilket han gjorde varje dag. På kvällen gick han till sin favoritrestaurang för att äta sin favoriträtt. Där drabbades han av en kraftig hjärtattack och avled i ambulansen på väg till sjukhuset. Såsom han önskat spreds hans aska ut över hans älskade Grand Canyon från ett flygplan.
Han var medlem i the National Academy of Design, the National Academy of Arts, Sociéte Internationale des Beaux Arts (Paris) och det prestigefyllda "Salmagundi Club". Borg är representerad vid Kalmar konstmuseum och Vänersborgs museum.
Borg var gift med Lily Borg Elmberg.
Hans klippböcker (scrapbooks) för åren 1903 - 1955 finns tillgängliga i the Archives of American Art.